# Окрепилов, Игорь Валентинович
Игорь Валентинович Окрепилов (14 декабря 1946 — 15 апреля 2011, Санкт-Петербург, Россия) — советский и российский актёр театра и кино.

## Биография
Игорь Окрепилов родился 14 декабря 1946 года. В 1969 году окончил ЛГИТМиК (ныне Санкт-Петербургская государственная академия театрального искусства). Работал в Ленинградском театре комедии (сейчас Санкт-Петербургский академический театр комедии им. Н. П. Акимова). Выступал в программе цикла «В субботу вечером» (1986). C 1989 года работал в ленинградском театра капустников «Четвёртая стена» под руководством Вадима Жука.
Брат — экономист, академик РАН Владимир Окрепилов. Дочь — актриса, режиссёр театра и кино Ольга Окрепилова (род. 1976).
Скончался 15 апреля 2011 года.

## Театральные работы
- «Баня» В. Маяковский  — Победоносиков
- Парис («Троянской войны не будет»)
- Анциферов («Гусиное перо»)

## Фильмография
1. 1967 — Личная жизнь Кузяева Валентина — приятель Кузи, берёт шуточное интервью
2. 1971 — Повесть о том, как поссорился Иван Иванович с Иваном Никифоровичем — Автор
3. 1971 — Цена быстрых секунд — эпизод
4. 1972 — Метель — Шмит
5. 1973 — Умные вещи — молодой лакей
6. 1974 — Иван да Марья — Водяной
7. 1974 — Царевич Проша — принц, (нет в титрах)
8. 1975 — Шаг навстречу — доктор, коллега Кочеткова
9. 1977 — Как Иванушка–дурачок за чудом ходил — доктор, (нет в титрах)
10. 1978 — Три ненастных дня — бармен Виктор
11. 1979 — Приключения Шерлока Холмса и доктора Ватсона — эпизод, (нет в титрах)
12. 1979 — Трое в лодке, не считая собаки — аккомпаниатор
13. 1983 — Эхо дальнего взрыва — эпизод
14. 1987 — Всё это было, было, было... — эпизод
15. 1987 — Моонзунд — официант, (нет в титрах)
16. 1987 — Среда обитания — агент Госстраха
17. 1989 — Сирано де Бержерак — стражник
18. 1995 — Зимняя вишня — 3 — эпизод
19. 2001 — По имени Барон — игрок в поезде
20. 2002 — Агентство «Золотая пуля» (3-я серия: «Дело о прокурорше в постели») — Горячев
21. 2002 — Русские страшилки (1-я серия: «Гвоздь программы») — специалист по томографии, (в титрах — Валерий Окрепилов)

## Озвучивание
1. 1979 — Операция начнется после полудня (дат. Olsen-banden overgiver sig aldrig; Дания)
2. 1983 — Выстрел в лесу — Васариньш
3. 1983 — Дом под луной — Аскербек
4. 1983 — Каменистый путь — Валфрид
5. 1991 — Молодая Екатерина
6. 1997 — Воздушная тюрьма — Бэйби - О
7. 2003 — Властелин колец: Возвращение короля — Дамрод, Гримбольд